# Else Brems
Else Brems (* 16. Juli 1908 in Kopenhagen; † 4. Oktober 1995 ebenda) war eine dänische Opernsängerin (Kontraalt), Kammersängerin (1946) und Gesangspädagogin.

## Leben
Else Brems entstammte einer Musikerfamilie: Ihr Großvater Peter Rasmussen war Organist und Komponist, ihr Onkel Alfred Rasmussen Hornist und ihre Mutter Gerda Emilie Rasmussen Pianistin. Ihr Vater, der Sänger Anders Brems war ihr erster Gesangslehrer. Siebzehnjährig stellte ihr Vater sie Mattia Battistini vor, der sich begeistert über ihre Stimme zeigte. Bei einem viermonatigen Parisaufenthalt studierte sie das französische Repertoire bei Georges Cunelli und Povla Frijsh.
Zwanzigjährig debütierte sie als Sängerin in Kopenhagen, dann setzte sie ihre Ausbildung bei Sara Cahier in Berlin fort. 1930 debütierte sie am Königlichen Theater Kopenhagen unter dem Dirigenten Leo Blech als Carmen. Mit kurzen Unterbrechungen war sie bis 1962 am Königlichen Theater engagiert. Die Carmen gab sie in kürzester Zeit in Wien, Warschau, Budapest, Stockholm und London. 1933 trat sie in den USA mit dem Chicago Symphony Orchestra auf und sang Arien von Christoph Willibald Gluck, Camille Saint-Saëns und Georges Bizet.
1937 nahm sie in New York Unterricht bei Beniamino Giglis Lehrer Enrico Rosati. 1938 engagierte sie Bruno Walter für eine Aufführung der Carmen an der Wiener Staatsoper. Ihre Partner waren Theodor Mazaroff und Jan Kiepura. Von 1940 bis 1949 war Berms mit dem Tenor Stefan Islandi verheiratet, mit dem sie zahlreiche Konzerte gab. 1943 wirkte sie an der europäischen Erstaufführung von George Gershwins Oper Porgy and Bess in Kopenhagen mit, die als eine Demonstration gegen die deutsche Besatzungsmacht gesehen wurde. 1948 trat sie als Carmen an der Covent Garden Opera auf.
Im Jahr 1945 wurde ihr der Wissenschafts- und Kulturpreis Tagea Brandts Rejselegat verliehen.
Sie wurde am 24. November 1953 von König Frederik IX. von Dänemark mit der dänischen Verdienstmedaille Ingenio et arti ausgezeichnet.
Nach dem Ende ihrer aktiven Sängerlaufbahn war Brems von 1967 bis 1978 als Gesangslehrerin tätig. Ihre erfolgreichste Schülerin war Elisabeth Meyer-Topsoe.

## Auszeichnungen
- Im Jahr 1945 wurde ihr der Wissenschafts- und Kulturpreis Tagea Brandts Rejselegat verliehen.
- Sie wurde am 24. November 1953 von König Frederik IX. von Dänemark mit der dänischen Verdienstmedaille Ingenio et arti ausgezeichnet.[2]